# Zniekształcenie (ekonomia)
Zniekształcenie ekonomiczne (ang. distortion) to odejście gospodarki od optymalnego stanu, w którym maksymalizowany jest dobrobyt wszystkich podmiotów. Na przykład progresywny podatek dochodowy zwiększa zniekształcenia ekonomiczne, ponieważ, w warunkach równowagi ogólnej, sprawia, że podmioty rynkowe są zniechęcane do dodatkowej pracy i podejmują jej mniej, niż są gotowe wykonać. Wskutek tego powstaje zbędna strata społeczna. W praktyce, ze względu na zawodność rynku, podatki które są w teorii zniekształcające, mogą jednak podnosić efektywność ekonomiczną w sensie Kaldora-Hicksa, lub realizować cele społeczne wykraczające poza rachunek ekonomiczny.
Przy założeniu doskonałej konkurencji, bez żadnych efektów zewnętrznych i innych zawodności rynku, nie ma żadnych zniekształceń i osiągana jest optymalna równowaga rynkowa popytu i podaży, w której ceny odzwierciedlają koszt krańcowy właściwy dla każdej firmy i produktu. Bardziej ogólnie, miarą zniekształcenia jest odchylenie ceny rynkowej dobra od jego kosztu krańcowego, to znaczy różnica między krańcową stopą substytucji a krzywą możliwości produkcyjnych. Takie odchylenie może być rezultatem regulacji publicznych, monopoli, ceł i kwot importowych, i może z kolei zwiększać zjawisko pogoni za rentą. Innym źródłem zniekształceń ekonomicznych jest zawodność rynku wywołana przez nieskompensowane efekty zewnętrzne, zróżnicowanie stawek podatkowych, inflację lub asymetrię informacji (np. jako efekt nieuczciwego marketingu). Prowadzi to do nieosiągnięcia pełnego możliwego dobrobytu.